# 児玉隆也
児玉 隆也（こだま たかや、1937年5月7日 - 1975年5月22日）は、日本のジャーナリスト。田中角栄の金脈問題追及で知られる。

## 経歴・人物
兵庫県芦屋市生まれ。終戦の1か月前、8歳のときに画家だった父を栄養失調で亡くす。以来、母が物売りや雑役婦をして家計を支えた。兵庫県立芦屋高等学校を卒業する年の2月、55歳で定年退職した母に、仕送りは要らないから、4年間、東京で勉強させてくれと頼み、早稲田大学第二政経学部に入学。働きながら大学に通う。21歳のときに岩波書店の月刊総合誌『世界』の懸賞原稿に入選する。
卒業する1年前から光文社の女性週刊誌『女性自身』の編集部でアルバイトをはじめ、卒業後に光文社に入社。引き続き同誌編集部に籍を置く。「シリーズ人間」などを担当。当時の編集長の櫻井秀勲が三島由紀夫に執筆依頼をした際、三島から「優秀な編集者を担当につけてほしい」という条件の要望があり、児玉が三島担当となる。その間、三島から勧められボディビルを始めたこともあった。児玉が「サリドマイド児」を取り上げた記事で各紙から批判され警視庁から事情聴取されるなど窮地に立たされた際、三島は「あれはいい記事だったよ」と児玉を励ました。1972年2月に児玉は同社を退社してフリーとなる。
『文藝春秋』編集長の田中健五に起用され、1974年11月特別号の田中角栄に関する大特集のうち、「田中角栄研究－その金脈と人脈」（立花隆）とともに掲載された「淋しき越山会の女王」で越山会の金庫番である佐藤昭（後に「佐藤昭子」と改名）と田中の関係及び田中派内での佐藤の影響力について執筆して一躍有名となる。「特集　田中角栄研究」により立花隆とともに第36回文藝春秋読者賞を受賞した。
しかし、その頃すでに肺癌に侵されており、1974年12月16日から1975年3月26日まで99日間、国立がんセンターに入院。退院して2ヶ月後に突然、睡眠・食事ができなくなり、数日後に国立がんセンターに再度入院したが、容体が急変してそのまま、1975年5月22日、38歳で死去。死因は心タンポナーデだった。
死去後、『一銭五厘たちの横丁』が第23回日本エッセイスト・クラブ賞を受賞した。
死後、児玉の生涯を映画化しようと、企画東宝、監督今井正、脚本山田信夫で伝記映画『愛はとこしえに』の制作が決定するが、突如、中止となった。この中止が江﨑真澄ら、政治家の圧力によるものであることを東宝の藤本真澄制作担当副社長が暴露。藤本は1975年10月に副社長を辞職した。

## 単行本
- 『市のある町の旅 : 人情と風土にあふれる朝市行脚』サンケイ新聞出版局 1973年 (ディスカバー・ジャパン・ブックス)
- 『人間を生きている : 生きる自信への処方箋』いんなあとりっぷ 1973年 (インナーブックス)
- 『人間直言 : 桐島洋子対談集』ゆまにて 1974年 構成担当
- 『君は天皇を見たか : 「テンノウヘイカバンザイ」の現場検証』潮出版社 1975年2月 (ゼロックス)　。講談社文庫 1985年6月
- 『一銭五厘たちの横丁』写真・桑原甲子雄。第23回日本エッセイスト・クラブ賞受賞

晶文社、1975年。岩波現代文庫、2000年。ちくま文庫、2025年。ISBN 4480440399　
- 『この三十年の日本人』新潮社、1975年7月。新潮文庫、1983年9月。ISBN 410123602X
- 『ガン病棟の九十九日』新潮社、1975年9月。新潮文庫、1980年12月。ISBN 4101236011
- 『テレビ見世物小屋』 いんなあとりっぷ 1975年
- 『現代を歩く』新潮社 1976年2月
- 『みんな、やさしかったよ : 三百六十五日の愛の物語』サイマル出版会 1977年
- 『淋しき越山会の女王　他六編』岩波現代文庫、2001年。ISBN 400-6030312
- 『淋しき越山会の女王　精選ルポルタージュ集』中公文庫、2025年。ISBN 412-2076021

## 執筆原稿
- 「子から見た母」（1958年8月 岩波書店『世界』）
- 「極限の中で、兵は天皇を想ったか」(1972年2月 潮出版社『潮』)
- 「週刊誌を泣かせる朝日新聞広告部」(1972年7月　噂『月刊噂』)
- 「角栄、天下平定後の武将地図」(1972年8月　講談社『現代』)
- 「あるアイヌ青年の二十四年」(1972年11月　いんなあとりっぷ社『いんなあとりっぷ』)
- 「巣立ち、稼ぎ、ひとり立ち」(1973年2月　東海大学出版会『望星』)
- 「津軽の白鳥艦隊司令長官」(1973年3月　いんなあとりっぷ社『いんなあとりっぷ』)
- 「『若き哲学徒』はなぜ救命ボートを拒んだのか」(1973年6月　文藝春秋『文藝春秋』)
- 「チッソだけがなぜ？」(1973年10月　文藝春秋『文藝春秋』)
- 「学徒出陣、三十年目の群像」(1973年12月　文藝春秋『文藝春秋』)
- 「同期の桜 成立考」（1974年2月 実業之日本社『週刊小説』）
- 「東伏見の憂鬱 『私学教育と私』にかえて」（1974年6月 早稲田大学校友会『早稲田学報』）
- 「元祖"ふるさとと人間"宮田輝"」(1974年8月　文藝春秋『文藝春秋』)
- 「淋しき越山会の女王」(1974年10月　文藝春秋『文藝春秋』)
- 「イタイイタイ病は幻の公害病か(追跡レポート)」(1975年2月　文藝春秋『文藝春秋』)
- 「ガン病棟の九十九日」（1975年6月　文藝春秋『文藝春秋』)
- 「さるのこしかけ」（1975年5月23日号-6月6日号　週刊朝日） ※絶筆

## 評伝
- 坂上遼『無念は力　伝説のルポライター児玉隆也の38年』情報センター出版局、2003年。 ISBN 978-4795840928